# Amadou Koné
Amadou Koné (Bamako, 14 maggio 2005) è un calciatore ivoriano con cittadinanza maliana, centrocampista del Neom.

## Carriera

### Club
Il 26 luglio 2023 è stato acquistato Ha esordito il 22 ottobre nell'incontro di Ligue 1 pareggiato 1-1 contro il Tolosa. dallo Stade Reims che lo ha assegnato alla propria seconda squadra. Dal 2023 al 2025 ha giocato 40 partite nella prima divisione francese con il club biancorosso; nell'estate del 2025, a seguito della retrocessione in seconda divisione del club, è stato ceduto al Neom, club neopromosso nella prima divisione saudita.

### Nazionale
Ha giocato nella nazionale ivoriana Under-23.

## Statistiche

### Presenze e reti nei club
Statistiche aggiornate al 4 gennaio 2025.
| Stagione             | Squadra              | Campionato           | Campionato | Campionato | Coppe nazionali | Coppe nazionali | Coppe nazionali | Coppe continentali | Coppe continentali | Coppe continentali | Altre coppe | Altre coppe | Altre coppe | Totale | Totale | Totale |
| Stagione             | Squadra              | Comp                 | Pres       | Reti       | Comp            | Pres            | Reti            | Comp               | Pres               | Reti               | Comp        | Pres        | Reti        | Pres   | Reti   |        |
| -------------------- | -------------------- | -------------------- | ---------- | ---------- | --------------- | --------------- | --------------- | ------------------ | ------------------ | ------------------ | ----------- | ----------- | ----------- | ------ | ------ | ------ |
| 2023-2024            | Stade Reims 2        | N2                   | 10         | 1          | -               | -               | -               | -                  | -                  | -                  | -           | -           | -           | 10     | 1      |        |
| 2024-2025            | Stade Reims 2        | N2                   | 1          | 0          | -               | -               | -               | -                  | -                  | -                  | -           | -           | -           | 1      | 0      |        |
| Totale Stade Reims 2 | Totale Stade Reims 2 | Totale Stade Reims 2 | 11         | 1          |                 | -               | -               |                    | -                  | -                  |             | -           | -           | 11     | 1      |        |
| 2023-2024            | Stade Reims          | L1                   | 16         | 0          | CF              | 2               | 0               | -                  | -                  | -                  | -           | -           | -           | 18     | 0      |        |
| 2024-2025            | Stade Reims          | L1                   | 10         | 0          | CF              | 1               | 0               | -                  | -                  | -                  | -           | -           | -           | 11     | 0      |        |
| Totale Stade Reims   | Totale Stade Reims   | Totale Stade Reims   | 26         | 0          |                 | 3               | 0               |                    | -                  | -                  |             | -           | -           | 29     | 0      |        |
| Totale carriera      | Totale carriera      | Totale carriera      | 37         | 1          |                 | 3               | 0               |                    | -                  | -                  |             | -           | -           | 40     | 1      |        |